# Kuchyně (Herálec)
Kuchyně (německy Kuchin) je samota, část obce Herálec v okrese Žďár nad Sázavou. Nachází se asi 2 km na severozápad od Herálce. V roce 2009 zde byly evidovány dvě adresy. V roce 2001 zde trvale nežil žádný obyvatel
Kuchyně leží v katastrálním území Český Herálec o výměře 12,69 km².
Nachází se zde rybník lidově zvaný Šantrůček.